# フアン・イグナシオ・ディネンノ
フアン・イグナシオ・ディネンノ・デ・カラ（Juan Ignacio Dinenno De Cara, 1994年8月28日 - ）は、アルゼンチン・サンタフェ州ロサリオ出身のサッカー選手。カンピオナート・ブラジレイロ・セリエA・クルゼイロEC所属。ポジションはフォワード。

## タイトル

### 個人
- リーガMX・ベストイレブン:Guardianes 2020
- CONCACAFチャンピオンズリーグ 得点王: 2022